# Phyllanthus pectinatus
Phyllanthus pectinatus är en emblikaväxtart som beskrevs av Joseph Dalton Hooker. Phyllanthus pectinatus ingår i släktet Phyllanthus och familjen emblikaväxter. Inga underarter finns listade i Catalogue of Life.